# 中村理聖
中村 理聖（なかむら りさと、1986年6月7日 - ）は、日本の小説家、会社員。

## 経歴・人物
福井県福井市出身。京都府京都市在住。福井市大東中学校卒業。福井県立高志高等学校卒業。早稲田大学第一文学部卒業。高校生のときに小説を書き始め、大学生になって本格的に執筆活動を始める。京都の出版社への勤務経験がある。2014年、『砂漠の青がとける夜』で集英社が主催する第27回小説すばる新人賞を受賞する。選考委員を務めた北方謙三は、同作について「言葉の使い方が繊細で行間が感じられる作品」と評価している。2015年、同作が刊行され、小説家デビューを果たす。

## 作品リスト

### 単行本
- 砂漠の青がとける夜（2015年2月 集英社）
- 若葉の宿（2017年6月 集英社）

### 雑誌掲載作品
小説
- 「月と弁当箱」 - 『小説すばる』2016年7月号 掲載
- 「赤い糸くず」 - 『小説すばる』2016年12月号 掲載
- 「宝石店の恋」 - 『小説すばる』2017年7月号 掲載